# Flaga Wysp Kanaryjskich
Flaga Wysp Kanaryjskich – to jeden z symboli hiszpańskiej wspólnoty autonomicznej Wyspy Kanaryjskie.

## Historia i symbolika
Flaga jest trójkolorowa. Pas biały symbolizuje ośnieżony szczyt wulkanu Pico de Teide na Teneryfie. Kolor niebieski oznacza morze, natomiast żółta barwa to słońce.

Wersja z herbem. Proporcje 2:3

Flaga używana przez nacjonalistów

Przyjęta 10 sierpnia 1982 roku. Proporcje 2:3.